# Досо (регион)
Вижте пояснителната страница за други значения на Досо.
Регион Досо е един от 7-те административни региона на Нигер. Разположен е в югозападната част на страната и граничи с Нигерия и Бенин. Столица на региона е град Досо.
Площта на регион Досо е 31 002 км². Населението на региона е било около 690 000 души през 1977, около 1 млн. души през 1988 и приблизително 1,5 млн. души през 2001.

## Административно-териториално деление
Региона е разделен на 5 департамента:
- Бобойе
- Догондутчи
- Досо
- Гайа
- Лога

## Население
Численост на населението според преброяванията на населението през годините:
| 1977    | 1988      | 2001      | 2012      |
| ------- | --------- | --------- | --------- |
| 693 207 | 1 018 895 | 1 505 864 | 2 037 713 |

Численост на населението през годините, според данни на НСИ:
| 2006      | 2007      | 2008      | 2009      | 2010      | 2011      |
| --------- | --------- | --------- | --------- | --------- | --------- |
| 1 783 482 | 1 839 972 | 1 897 603 | 1 956 476 | 2 016 690 | 2 078 339 |